# خرمای پیارم
پیارُم (Piarom or Pyarom) نام یکی از رقم‌های تولیدی خرماست. پیارم بازارپسندی بالایی دارد و این محصول تاکنون به‌خوبی توانسته توجه بازارهای جهانی را به خود جلب نماید. پوست نازک این خرما به رنگ قهوه‌ای تیره و گوشت و پوست آن کاملاً به یکدیگر چسبیده‌اند و قند موجود در آن از نوع فروکتوز است.
خرمای پیارم از ارزش غذایی بالایی برخوردار است و به‌دلیل تحمل زیاد این درخت در برابر شوری، در سطح وسیعی در شهرستان حاجی‌آباد (هرمزگان)کشت می‌شود. این رقم از خرما شرایط آب‌وهوایی ویژه‌ای برای کاشت و برداشت می‌خواهد و نسبت به سایر خرماها به مراقبت و نگه‌داری بیشتری نیاز دارد. برداشت این خرما از اوّل شهریورماه آغاز شده و تا آخر آبان‌ماه ادامه دارد.

## کاشت
این رقم خرما با کاشت پاجوش تکثیر می‌شود. به‌علت گرم و خشک بودن مناطقی که خرمای پیارم در آن کاشته می‌شود نسبت به سایر مناطق کشت خرما، درخت پیارم برای این‌که به باردهی و ثمردهی کامل برسد زمان بیشتری احتیاج دارد. پس از ثمردهی درخت در اواخر زمستان و اوایل بهار به مانند سایر ارقام خرما باید خوشه‌های درخت پیارم را گرده‌افشانی کنند.

## برداشت
از اوایل مرداد ماه خرمای نارس پیارم، از رنگ سبز به رنگ زرد تغییر رنگ داده و این تغییر رنگ همراه با کمی شیرین‌تر شدن آن است. از اواخر مرداد و اوایل شهریور، تبدیل به رطب می‌شود و از اواخر شهریور، به‌مرور مقداری از آب و رطوبت خود را از دست داده و خشک می‌شود که بسته به آب و هوای منطقهٔ کشت، آمادهٔ برداشت می‌شود که تا اوایل آبان ماه نیز ادامه دارد.
درختی پر از زحمت با استهلاک بالا، تغییرات اقلیمی بازده ای درخت خرما به طور خاص خرمای پیارم را کاهش داده است به گونه ای که هزینه باغدار با درآمد حاصل از نگهداری آن همخوانی ندارد. 
علی رغم این مسائل کیفیت خرمای پیارم در شهرستان حاجی آباد همچنان علاقه مندان را جلب خود کرده است. 